# Caso
Caso – gmina w Hiszpanii, w prowincji Asturia, w Asturii, o powierzchni 307,94 km². W 2011 roku gmina liczyła 1799 mieszkańców.